# Jan Kleinpenning
Johan Martin Gerard Kleinpenning (La Haya, 2 de enero de 1936) es un geógrafo holandés y catedrático emérito de Geografía Humana de la Universidad de Nimega. Su especialización es la Geografía Humana de los países en vía de desarrollo. Ha publicado mayormente sobre América Latina y la problemática del «Tercer Mundo».

## Carrera
Después de terminar la enseñanza media en el colegio de los jesuitas en La Haya, comenzó sus estudios de geografía humana en la Universidad Estatal de Utrecht. Licenciado en febrero de 1959 (cum laude), en abril de 1962 defendió su tesis sobre La Región Pinariega: un estudio geográfico del noroeste de Soria y el sudeste de Burgos (España). Publicó también un estudio sobre Cuevas del Almanzora (Provincia de Almería).
En 1960 fue nombrado colaborador científico del Instituto Geográfico de la Universidad Estatal de Utrecht, donde trabajó hasta septiembre de 1965. Durante el período de septiembre de 1965 hasta febrero de 1997, trabajó en la Universidad Católica de Nimega, inicialmente como colaborador científico y luego como lector (para la Geografía de los países de habla española y portuguesa), y a partir de 1975 como catedrático de Geografía Humana, en particular la Geografía de los países en vía de desarrollo. En mayo de 1997 se retiró de la universidad y se jubiló en febrero de 2001.
Jan Kleinpenning se desempeñó en distintas organizaciones, como la Real Sociedad Geográfica Holandesa (KNAG), la Fundación para la Investigación Científica de los Trópicos (WOTRO), el Centro Inter-universitario de Documentación y Estudios de América Latina y del Caribe (CEDLA), el Instituto de Estudios Comparativos de la Cultura y del Desarrollo de la Universidad de Nimega (NICCOS) y la Unión Geográfica Internacional (IGU/UGI). Fue uno de los organizadores del 28° Congreso Internacional de Geografía (La Haya, 1996) y del 46° Congreso Internacional de Americanistas (Ámsterdam 1988).
En 1997 fue nombrado miembro de la Arbeitsgemeinschaft Deutsche Lateinamerika Forschung (ADLAF, Asociación Alemana de Investigación sobre América Latina). En 1998 fue nombrado miembro honorario de la Nederlandse Werkgemeenschap Latijnsamerika en het Caribisch Gebied (NALACS - Asociación Holandesa de Estudios sobre América Latina y del Caribe). En 2006 recibió la medalla Plancius de oro de la Real Sociedad Geográfica Holandesa en honor a sus actividades geográficas, y en 2010 recibió la real distinción de «Officier in de Orde van Oranje Nassau».

## Obras
Kleinpenning es, con una lista de publicaciones de más de 160 títulos, uno de los geógrafos más productivos de Holanda. La lista completa se encuentra en Een halve eeuw Sociaal-Geograaf. Balans van Activiteiten (Nijmegen 2003). Más del 65 % de sus publicaciones son sobre América Latina, y un 14 % sobre el problemático de desarrollo. Muchas publicaciones fueron escritas en inglés, francés, alemán o español. Ha sido director de 36 tesis.

### Estudios comparativos de la cultura y del desarrollo
- Profiel van de Derde Wereld. Een inleiding tot de geografie van de onderontwikkeling. Assen: van Gorcum 1978. 346 pp. Serie Mens en Ruimte, 4.
- Drie Maal Derde Wereld. Een inleiding tot de verscheidenheid van de ontwikkelingslanden. Assen: van Gorcum 1980. 272 pp. Serie Mens en Ruimte, 11.
- Profiel van de Derde Wereld. Assen: van Gorcum 1981. 378 pp. Serie Mens en Ruimte, 4 (herziene en uitgebreide uitgave van de publicatie uit 1978).
- Con H.A. Reitsma. The Third World in Perspective. Assen/Maastricht: van Gorcum 1985. 420 pp. Serie Mens en Ruimte, 18. Amerikaanse editie bij Rowman & Allanheld.
- Migration, Regional Inequality and Development in the Third World'. Special Issue Tijdschrift voor Economische en Sociale Geografie, 77e jrg, 1986, nr. 1, pp. 2-67. (Redactie, met A. Gilbert)
- Con H.A. Reitsma. The Third World in Perspective. Assen/Maastricht: van Gorcum 1989. 435 pp. Serie Mens en Ruimte, 18. (tweede herziene editie van de publicatie uit 1985).
- Redacción de: Milieuproblemen in de Derde Wereld, een sociaal-geografische inleiding. Assen: van Gorcum 1980. 179 pp. Serie Mens en Ruimte, 10.
- Milieuproblemen in ontwikkelingslanden. Een sociaal-geografische inleiding. Assen: van Gorcum 1993. 156 pp. (Tweede, geheel herziene druk van de publicatie uit 1980).(Redactie)

### Latinoamérica
- Competition for Rural and Urban Space in Latin America and its Consequences for Low Income Groups. Contributions to a Symposium Organized at the 45th International Congress of Americanists, Bogotá, 1-7 July 1985. 174 pp. Amsterdam/Nijmegen: Koninklijk Nederlands Aardrijkskundig Genootschap/Geografisch en Planologisch Instituut, Katholieke Universiteit Nijmegen 1986. Nederlandse Geografische Studies, 25. (Editor)
- Special Issue. American Studies in the Netherlands, 1970-1987. Boletín de Estudios Latinoamericanos y del Caribe, 44, junio de 1988. 66 pp. (Editor)
- The Incorporative Drive. Examples from Latin America. Saarbrücken/Fort Lauderdale: Verlag Breitenbach Publishers 1991. 293 pp. Nijmegen Studies in Development and Cultural Change, 8. (Editor)

### Brasil
- Brazilië. Roermond: Romen 1973. 188 pp. Panorama van de Wereld.
- The Integration and Colonisation of the Brazilian Portion of the Amazon Basin. Nijmegen:Geografisch en Planologisch Instituut, Katholieke Universiteit Nijmegen 1975. 177 pp. Nijmeegse Geografische Cahiers, 4.
- Brazilië als ontwikkelingsland. Amsterdam: Meulenhoff Educatief 1978. 80 pp. Cahier De Geo Geordend. (Tweede sterk herziene uitgave van de publicatie uit 1971-73).
- Brazilië als ontwikkelingsland. Amsterdam: Meulenhoff Educatief 1983. 58 pp. Cahier De Geo Geordend. (Derde herziene uitgave van de publicatie uit 1971 en 1978).
- Brazilië. Landendocumentatie, Koninklijk Instituut voor de Tropen, afl. 1987, 4. 's-Gravenhage: Staatsuitgeverij 1987. 69 pp.

### Paraguay
- The Integration and Colonisation of the Paraguayan Chaco. Nijmegen: Geografisch en Planologisch Instituut, Katholieke Universiteit Nijmegen 1984. 94 pp. Nijmeegse Geografische Cahiers, 24.
- Paraguay. Zutphen: Uitgeverij Terra 1984. 74 pp. Landendocumentatie Koninklijk Instituut voor de Tropen, 1984, afl. 5.
- Man and Land in Paraguay. Dordrecht/Providence R.I.: Foris Publications Holland 1987. 267 pp. Latin America Studies, nr. 41, Centre for Latin American Research and Documentation (CEDLA).
- Rural Paraguay, 1870-1932. Amsterdam: CEDLA 1992. 545 pp. CEDLA Latin America Studies, 66.
- Paraguay 1515-1870. A Thematic Geography of its Development. Bibliotheca Ibero-Americana, Publicaciones del Institito Ibero-Americano, Vol. 92/1 + 92/2. Frankfurt am Main: Vervuert. 1820 pp.
- Rural Paraguay, 1870-1963. A Geography of Progress, Plunder and Poverty. 2 vols. Madrid / Frankfurt, 2009, Iberoamericana / Vervuert, 1406 p. Bibliotheca Ibero-Americana, 127
- Paraguay 1515-1870, una geografía temática de su desarrollo. Editorial Tiempo de Historia, Asunción, Paraguay, 2011, spanish, 822pgs.
- Paraguay Rural 1870-1965, una geografía del progreso, el pillaje y la pobreza. Editorial Tiempo de Historia, Asunción, Paraguay, 2014, spanish, 630pgs.

### Uruguay
- Peopling the Purple Land. A Historical Geography of Rural Uruguay, 1500-1915. Amsterdam: CEDLA 1995. 355 pp. CEDLA Latin America Studies 73.

### Europa
- La Región Pinariega. Estudio geográfico del noroeste de Soria y sudeste de Burgos (España). Groningen 1962. 208 pp. (Tesis doctoral).
- Cuevas del Almanzora. Problèmes agraires actuels d'une commune dans le Sud-Est espagnol semi-aride. Utrecht: Geografisch Instituut der Rijksuniversiteit Utrecht 1965. 97 pp. Bulletin 3, afdeling Sociale Geografie, Geografisch Instituut der Rijksuniversiteit Utrecht.
- Spanje-Portugal. Roermond: Romen 1970. 186 pp. Panorama van de Wereld.
- Spanje-Portugal. Bussum: Romen 1975. 182 pp. Panorama van de Wereld (tweede geheel herziene uitgave van de publicatie uit 1970).
- Der Hunsrück. Der Wandel der Agrarstruktur seit 1950 unter dem Einfluss der erweiterten nichtlandwirtschaftlichen Arbeitsmöglichkeiten. Utrecht: Geografisch Instituut der Rijksuniversiteit Utrecht 1964. 85 pp. Bulletin 2, afdeling Sociale Geografie, Geografisch Instituut der Rijksuniversiteit Utrecht.

### Otras temáticas geográficas
- Geografie van de Landbouw. Utrecht: Het Spectrum 1968. 364 pp. Aula nr. 373.

- Datos: Q2460697